# Rustam Rachimow
Rustamhodza Rachimow –conocido como Rustam Rachimow, también escrito como Rustam Rahimov– (Dusambé, URSS, 16 de febrero de 1975) es un deportista alemán, de origen tayiko, que compitió en boxeo.
Participó en dos Juegos Olímpicos de Verano, en los años 2004 y Pekín 2008, obteniendo una medalla de bronce en Atenas 2004, en el peso mosca.
Ganó dos medallas en el Campeonato Mundial de Boxeo Aficionado, plata en 2005 y bronce en 2003, y una medalla de bronce en el Campeonato Europeo de Boxeo Aficionado de 2004.

## Palmarés internacional
| Juegos Olímpicos   | Juegos Olímpicos    | Juegos Olímpicos  | Juegos Olímpicos |
| Año                | Lugar               | Medalla           | Categoría        |
| ------------------ | ------------------- | ----------------- | ---------------- |
| 2004               | Atenas (Grecia)     | Medalla de bronce | 51 kg            |
| Campeonato Mundial |                     |                   |                  |
| Año                | Lugar               | Medalla           | Categoría        |
| 2003               | Bangkok (Tailandia) | Medalla de bronce | 51 kg            |
| 2005               | Mianyang (China)    | Medalla de plata  | 54 kg            |
| Campeonato Europeo |                     |                   |                  |
| Año                | Lugar               | Medalla           | Categoría        |
| 2004               | Pula (Croacia)      | Medalla de bronce | 51 kg            |